# Douvres (Ain)
Douvres és un municipi francès situat al departament de l'Ain i a la regió d'Alvèrnia-Roine-Alps. L'any 2007 tenia 920 habitants.

## Demografia

### Població
El 2007 la població de fet de Douvres era de 920 persones. Hi havia 339 famílies de les quals 58 eren unipersonals (29 homes vivint sols i 29 dones vivint soles), 109 parelles sense fills, 151 parelles amb fills i 21 famílies monoparentals amb fills.
La població ha evolucionat segons el següent gràfic:
Habitants censats

### Habitatges
El 2007 hi havia 384 habitatges, 338 eren l'habitatge principal de la família, 31 eren segones residències i 16 estaven desocupats. 355 eren cases i 27 eren apartaments. Dels 338 habitatges principals, 294 estaven ocupats pels seus propietaris, 41 estaven llogats i ocupats pels llogaters i 3 estaven cedits a títol gratuït; 6 tenien una cambra, 14 en tenien dues, 31 en tenien tres, 74 en tenien quatre i 212 en tenien cinc o més. 301 habitatges disposaven pel capbaix d'una plaça de pàrquing. A 112 habitatges hi havia un automòbil i a 211 n'hi havia dos o més.

### Piràmide de població
La piràmide de població per edats i sexe el 2009 era:
| Homes | Edats   | Dones |
| ----- | ------- | ----- |
| 0     | 95 o +  | 0     |
| 0     | 90 a 94 | 0     |
| 4     | 85 a 89 | 4     |
| 0     | 80 a 84 | 12    |
| 0     | 75 a 79 | 4     |
| 12    | 70 a 74 | 8     |
| 0     | 65 a 69 | 16    |
| 12    | 60 a 64 | 8     |
| 24    | 55 a 59 | 8     |
| 28    | 50 a 54 | 20    |
| 44    | 45 a 49 | 52    |
| 24    | 40 a 44 | 36    |
| 24    | 35 a 39 | 24    |
| 24    | 30 a 34 | 16    |
| 8     | 25 a 29 | 8     |
| 12    | 20 a 24 | 12    |
| 36    | 15 a 19 | 32    |
| 32    | 10 a 14 | 52    |
| 16    | 5 a 9   | 12    |
| 8     | 0 a 4   | 8     |

## Economia
El 2007 la població en edat de treballar era de 642 persones, 467 eren actives i 175 eren inactives. De les 467 persones actives 442 estaven ocupades (251 homes i 191 dones) i 26 estaven aturades (12 homes i 14 dones). De les 175 persones inactives 58 estaven jubilades, 60 estaven estudiant i 57 estaven classificades com a «altres inactius».

### Ingressos
El 2009 a Douvres hi havia 355 unitats fiscals que integraven 973,5 persones, la mediana anual d'ingressos fiscals per persona era de 21.606 €.

### Activitats econòmiques
Dels 13 establiments que hi havia el 2007, 1 era d'una empresa alimentària, 6 d'empreses de construcció, 3 d'empreses de comerç i reparació d'automòbils, 1 d'una empresa d'hostatgeria i restauració, 1 d'una entitat de l'administració pública i 1 d'una empresa classificada com a «altres activitats de serveis».
Dels 7 establiments de servei als particulars que hi havia el 2009, 1 era un paleta, 2 fusteries, 1 lampisteria, 1 electricista, 1 perruqueria i 1 agència immobiliària.
L'únic establiment comercial que hi havia el 2009 era una fleca.
L'any 2000 a Douvres hi havia 4 explotacions agrícoles.

## Equipaments sanitaris i escolars
El 2009 hi havia una escola elemental.

## Poblacions més properes
El següent diagrama mostra les poblacions més properes.